# Giulio Cesare Becelli
Giulio Cesare Becelli, né en 1686 à Vérone et mort dans cette même ville en 1750, est un écrivain  et poète italien du XVIIIe siècle.

## Biographie
Giulio Cesare Becelli naquit à Vérone, en 1683. Après avoir fait ses études chez les jésuites, il prit l'habit de cette compagnie ; mais il en sortit en 1710, avec les autorisations requises, et se maria.
Quoique peu riche, il faisait tout imprimer à ses frais et corrigeait même les épreuves de différents ouvrages dans les imprimeries, sans en retirer aucun salaire. Il était membre de plusieurs académies, à Bologne, à Modène, a Padoue, et lorsqu'il y avait à Vérone des réunions littéraires et des lectures, il ne manquait jamais d'y assister et d'y obtenir des applaudissements.
Becelli mourut en mars 1750. Après sa mort, on publia en son honneur un recueil de vers sous ce titre : Rime e Versi in morte di Giulio Cesare Becelli, gentiluomo Veronese, Vérone, 1750, in-8°.

## Œuvres
- Della novella Poesia, cioè del vero genere e particolari bellezze della poesia italiana, Vérone, 1732, in-4°, ouvrage estimé et l'un des meilleurs de l'auteur.
- Esame della Rettorica antica, ad uso della moderna, Vérone, 1735 et 1736, puis les deux parties ensemble, 1739, in-4°.
- Se oggidì scrivendo si debba usare la lingua italiana del buon secolo, Vérone, 1737, in-8°.
- Trattato nuovo della divisione degli ingegni e studj, secondo la vita attiva e contemplativa, etc., Vérone, 1738, in-4°.
- De ratione puerilium studiorum Dialogi duo, Vérone, 1741, in-4°.
- De bibliotheca instituenda ac ordinanda Liber, Vérone, 1747, in-4°.
- Erodoto Alicarnasseo, dell'impresse de' Greci e de' Barbari, con la vita d'Omero nuovamente tradotto, etc., Vérone, en 2 parties, 1733 et 1734, in-4°. Les cinq premiers livres d'Hérodote sont traduits du latin en italien par Becelli, et corrigés par le P. Ferrari, de la Congrégation de l'Oratoire, qui a traduit en entier les quatre derniers livres.
- Il Gonnella, canti 12, poème badin dans le genre du Grillo de Baruffaldi.
- Stanze di un nuovo poema romanzo, dedicate a' signori della Gazzara, Vérone, sans date, in-8°. La Gazzara était un endroit agréable dans les faubourgs de Vérone, où quelques gentilshommes se retiraient au printemps, pour se livrer au plaisir, loin du bruit e des affaires : l'auteur place dans ce lieu de délices la scène de ce petit poème.
- L'Oreste vendicatore, tragédie, Vérone, 1728, in-8. Cette pièce est estimée.
- Cinq comédies, savoir : 1° I falsi letterati, Vérone, 1740, in-12 ; 2° L'ingiusta donazione, Vérone, 1744, in-8° : cette comédie était d'abord intitulee L'avvocato ; la profession d'avocat y est tournée en ridicule : on obtint de l'auteur qu'il en changeât au moins le titre ; 3° l'Agnesa di Faenza, en vers Vérone, 1743, in-8° ; 4° I poeti comici, en vers, Rovereto, 1746, in-8° : il fit cette pièce, où il se représente lui-même sous le nom de Forestiere, pour défendre ses comédies précédentes contre les critiques qui en avaient été faites ; 5° l'Ariostista e il Tassista, en vers, Rovereto, 1748, in-8°.
- Un grand nombre de poésies répandues dans divers recueils, et dont on pourrait former deux gros volumes.